# Victoriano Huerta
Victoriano Huerta, mehiški general, v letih 1913-1914 predsednik Mehike, * 23. december 1854, Colotlán, Jalisco, Mehika, † 13. januar 1916, El Paso, Teksas, ZDA.

## Življenje
Služil je pod Porfiriom Díazom. V revoluciji leta 1911 je Huerta sprva podpiral Madera, leta 1913 pa se mu je zoperstavil in se sam oklical za predsednika. Njegovo reakcionarno vodenje je Mehiki po eni strani nakopalo težave z ZDA, po drugi pa z revolucionarnimi skupinami, ki so jih vodili Venustiano Carranza, Pancho Villa in Emiliano Zapata. Huerta je bil prisiljen odstopiti; umrl je v ZDA.